# She Is Conann
She Is Conann es una película francesa de acción y fantasía, dirigida por Bertrand Mandico y estrenada en 2023. Una versión feminista de Conan el Bárbaro, la película retrata viñetas a lo largo de la vida de Conann, interpretada por Claire Duburcq a los 15 años, Christa Théret a los 25 años, Sandra Parfait a los 35 años, Agata Buzek a los 45 años y Nathalie Richard a los 55 años.
El reparto también incluye a Elina Löwensohn como Rainer, una cineasta que actúa como narradora de la película, y Julia Riedler aparece como Sanja, una amante de Conann.
La película se estrenó en el programa de la Quincena de Realizadores del Festival de Cine de Cannes 2023, donde estuvo en competencia por la Queer Palm.